# Regina Melanie
Regina Melanie (29 août 1932, Baie Lazare - 1er mars 2016) est une écrivaine seychelloise, impliquée dans les actions visant à documenter et promouvoir le créole seychellois.
Après avoir quitté l'école assez jeune, Regina Melanie exerce différentes activités peu qualifiées. À 50 ans, convaincue de l'importance de la lecture elle s'inscrit à des cours d'alphabétisation qui lui permettront d'apprendre à lire le français, le créole et l'anglais.
Elle s'implique ensuite dans différentes structures destinées à promouvoir le créole seychellois et produit plusieurs textes dont certains sont publiés dans des recueils. C'est en 2012 que sort son premier ouvrage : Remor.
Après sa mort, l'institut créole (Lenstiti Kreol) dont elle était une membre active lui rend hommage en créant en 2017 le concours littéraire Regina Melanie.